# Habemus Papam

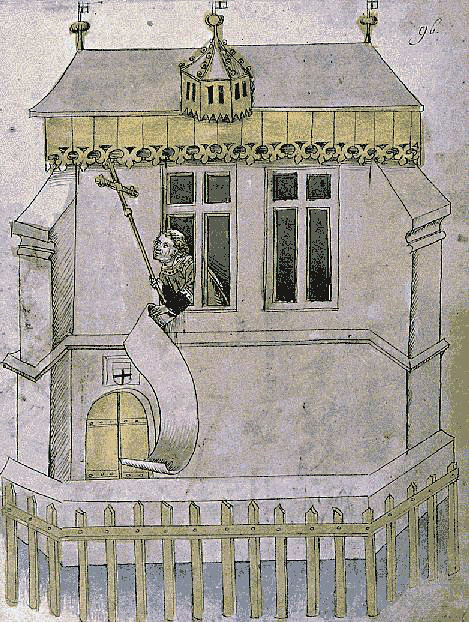
Habemus Papam 1415 року після виборів папи Мартина V на Констанцькому соборі

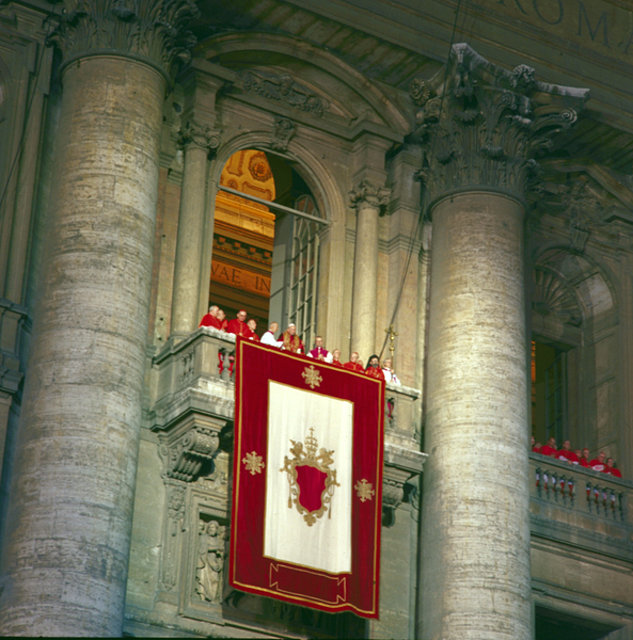
«Habemus Papam» Кароля Войтили (Івана Павла ІІ). 16 жовтня 1978

Маємо Папу (лат. Habemus Papam) — латинський вислів, що сповіщає про те, що обраний новий Папа Римський.

## Вираз
У перекладі: 
Цю формулу проголошує кардинал-протодиякон з балкона Апостольського палацу. Після цього виносять Хрест, і виходить новий Папа Римський, який виголошує благословення «Urbi et orbi» (місту і світу). На останньому конклаві 2005 — Habemus Papam оголошував кардинал-протодиякон Хорхе Артуро Медіна Естевес 19 квітня 2005 після обрання Папи Римського Бенедикта XVI, оголошенню передувало привітання (Дорогі Брати і Сестри) на декількох мовах (італійською, іспанською, французькою, німецькою та англійською мовами).

## Проголошення імені нового папи
При оголошенні імені новообраного понтифіка ім'я, дане при народженні, або перше ім'я нового папи римського оголошуються латинською мовою у знахідному відмінку (наприклад, Angelum, Ioannem Baptistam, Albinum, Carolum, Iosephum), але прізвище нового папи римського або сімейне ім'я дається в первісної формі (наприклад, Roncalli, Montini, Luciani, Wojtyła, Ratzinger). Тронне ім'я нового папи римського зазвичай дається на латині в родовому (наприклад, Ioannis vicesimi tertii, Ioannis Pauli primi, Benedicti sedicesimi і т. д.) або знахідному відмінку (як у 1963, коли папське ім'я папи Павла VI було проголошено як Paulum sextum). Багато латиністів вважають, що знахідний відмінок більш прийнятний у цьому випадку.